# Romel Morales
Romel Morales (ur. 23 sierpnia 1997 w Villavicencio) – malezyjsko-kolumbijski piłkarz, występujący na pozycji napastnika w malezyjskim klubie Johor Darul Takzim FC oraz w reprezentacji Malezji. Uczestnik Pucharu Azji 2023.

## Statystyki

### Klubowe
Na podstawie:
| Klub                  | Sezonów | Liga                  | Liga  | Liga   | Puchar krajowy | Puchar krajowy | Kontynentalne | Kontynentalne | Suma  | Suma   |
| Klub                  | Sezonów | Liga                  | Mecze | Bramki | Mecze          | Bramki         | Mecze         | Bramki        | Mecze | Bramki |
| --------------------- | ------- | --------------------- | ----- | ------ | -------------- | -------------- | ------------- | ------------- | ----- | ------ |
| CA Banfield           | 1       | Primera División      | 1     | 0      | 0              | 0              | –             | –             | 1     | 0      |
| Selangor FC II        | 2       | Malaysia Super League | 32    | 7      | 0              | 0              | –             | –             | 32    | 7      |
| Melaka United FC      | 1       | Malaysia Super League | 11    | 3      | 0              | 0              | –             | –             | 11    | 3      |
| Kuala Lumpur City FC  | 3       | Malaysia Super League | 60    | 18     | 14             | 8              | 7             | 2             | 81    | 28     |
| Johor Darul Takzim FC | 1       | Malaysia Super League | 5     | 2      | 6              | 5              | –             | –             | 11    | 7      |
|                       | Łącznie | Łącznie               | 109   | 30     | 20             | 13             | 7             | 2             | 136   | 45     |

### Reprezentacyjne
Na podstawie:
| Mecze i gole w reprezentacji podczas Pucharu Azji 2023 | Mecze i gole w reprezentacji podczas Pucharu Azji 2023 | Mecze i gole w reprezentacji podczas Pucharu Azji 2023 | Mecze i gole w reprezentacji podczas Pucharu Azji 2023 | Mecze i gole w reprezentacji podczas Pucharu Azji 2023 | Mecze i gole w reprezentacji podczas Pucharu Azji 2023 | Mecze i gole w reprezentacji podczas Pucharu Azji 2023 | Mecze i gole w reprezentacji podczas Pucharu Azji 2023 |
| Lp.                                                    | Data                                                   | Miasto                                                 | Przeciwnik                                             | Wynik                                                  | Gole                                                   | Inne                                                   | Faza rozgrywek                                         |
| ------------------------------------------------------ | ------------------------------------------------------ | ------------------------------------------------------ | ------------------------------------------------------ | ------------------------------------------------------ | ------------------------------------------------------ | ------------------------------------------------------ | ------------------------------------------------------ |
| 1.                                                     | 15.01.2024                                             | Al-Wakra                                               | Malezja                                                | 0:4 (0:3)                                              |                                                        |                                                        | Faza grupowa                                           |
| 2.                                                     | 20.01.2024                                             | Doha                                                   | Bahrajn                                                | 0:1 (0:0)                                              |                                                        |                                                        | Faza grupowa                                           |
| 3.                                                     | 25.01.2024                                             | Al-Wakra                                               | Korea Południowa                                       | 3:3 (0:1)                                              | 90+15'                                                 |                                                        | Faza grupowa                                           |

## Sukcesy
Na podstawie:

### Klubowe
Z US Johor Darul Takzim:
- Puchar Malezji 2024/25